# Santuario di Santa Maria della Misericordia (Castelleone)
Il santuario di santa Maria della Misericordia è un luogo di culto mariano situato a Castelleone.

## Collocazione
Il santuario nacque originariamente in aperta campagna, sui luoghi di un'apparizione a circa un chilometro dal centro storico di Castelleone. Di seguito fu raggiunto nel XIX secolo da un viale alberato che proseguiva in una strada verso le cascine poste a settentrione del santuario, strada assorbita alla fine degli anni cinquanta dalla ex Statale Paullese che si trova, pertanto, a poche decine di metri dall'edificio.

## Origini
Le origini del culto risalgono all'anno 1511 quando la Vergine sarebbe apparsa a Domenica Zanenga, una contadina intenta a lavorare in una vigna di proprietà del parroco.
Secondo quanto riportato dettagliatamente in un volume del 1642, il giorno 11 maggio la Madonna apparve a Domenica proclamandola messaggera affinché vi fosse un pentimento generale dei peccati: inoltre chiese che in quel luogo fosse costruita una chiesa. La contadina rientrando al borgo raccontò l'accaduto trovandosi di fronte lo scetticismo più totale.
Il giorno successivo Domenica ritornò alla vigna e la Madonna la rese muta e storpia; ritornata al paese con molta difficoltà venne a trovarsi in presenza di alcune persone tra le quali il sacerdote don Giacomo Zoveni, il quale afferrandole la mano rimase paralizzato al braccio.
Il giorno 13 la donna fu seguita da una folla: tra i presenti vi era giunto anche il vicario della Diocesi incaricato a seguire gli avvenimenti; la Madonna riapparve per la terza volta rinnovando le sue richieste e guarendo il sacerdote.
L'ultima apparizione risale al giorno 14 alla presenza di numerosi fedeli e autorità civili: nell'occasione Domenica Zanenga risanò.
L'impressione suscitata dall'evento portò alla costruzione già in quello stesso anno 1511 di una chiesetta con all'interno dipinta un'immagine della Madonna col Bambino.

## Storia
Le vicende legate all'edificio sono piuttosto complesse: nel 1512 il podestà Giovanni Summo deliberò l'erezione di un edificio a spese della comunità: il terreno di proprietà del parroco, Paolo Omodei, fu acquistato e quale progettista fu scelto Agostino de Fondulis o de Fondutis. La prima pietra fu posta in data 11 maggio 1513, esattamente due anni dopo la prima apparizione.
Seppur ancora incompleto, nel 1516 l'edificio fu consacrato, ma solo con il termine della costruzione della cupola a 13 lati, nel 1525, la costruzione poté dirsi conclusa.
Nel 1528 la chiesa fu assediata dalle truppe del duca di Brunswick con conseguenti gravi danni: vennero bruciati gli arredi, devastati gli interni e distrutti gli ex voto.
Campanile e sagrestia furono aggiunti nel 1573.
Nel frattempo fu ottenuto il permesso di tenere un sacerdote sempre presente in loco (richiesta fatta direttamente a papa Paolo III) per far fronte ai fedeli sempre più numerosi che arrivavano al santuario. Ma per maggior cura e ordine nel 1616 si optò per un'altra soluzione: il santuario venne affidato ai frati Eremitani di Sant'Agostino; i religiosi commissionarono a Rinaldo Cambiago la progettazione del convento e ressero la guida del santuario fino al 1781 quando Giuseppe II, imperatore d'Austria, decretò la soppressione degli ordini religiosi.
Nel 1673 fu rivista la zona presbiteriale spostando in avanti l'altare per far posto al coro. I lavori interessarono anche gli altari delle cappelle laterali con l'installazione di ancone di legno che coprirono la decorazione cinquecentesca, poi andata quasi del tutto perduta nell'Ottocento a causa di un ulteriore intervento per la posa di altari marmorei.
Nel 1817 fu aperta una strada che collegava direttamente il centro storico del borgo con il santuario, successivamente alberata ed inquadrata all'inizio dall'arco trionfale di Luigi Voghera.
Nel corso della prima metà del XIX secolo si sottolineava l'inadeguatezza della capienza dell'edificio di fronte al flusso di fedeli, per cui venne affidato all'architetto Voghera lo studio per un ampliamento: l'idea era quella di aggiungere una campata con conseguente rifacimento della facciata. I lavori non furono eseguiti ma ad ogni modo nel 1838 vennero aggiunte delle sovrastrutture neoclassiche, furono chiuse le nicchie del tamburo, con modifiche alle terrecotte e ai dipinti.
Il progetto d'ampliamento venne ripreso nel 1903 su decisione della giunta municipale ed ebbe inizio nel 1909: fu terminato nel 1910 sotto la guida di Francesco Valcarenghi.
Un altro intervento avvenne nel 1937 con l'allestimento di un nuovo altare realizzato secondo un progetto di Abramo Aresi.
Importanti cicli di restauro conservativo vennero messi in cantiere nel 1965 e nel 1986. Il primo in particolare, sotto la direzione di Amos Edallo, eliminò le aggiunte ottocentesche.
Nel 1989 fu allestita una nuova mensa e fu collocata una croce in bronzo opera di Maurizio Zurla.

## Caratteristiche

### La pianta
Agostino Fondulo progettò una chiesa con la pianta a croce latina: il termine dei bracci e della testa sono, in pratica, absidi poligonali e l'equilibrio formale è lievemente alterato dall'allungamento novecentesco. La direzione della pianta è ovest-est, con la facciata rivolta a ponente.

### Gli esterni
La facciata riprende il progetto di de Fondulis: è totalmente in mattone a vista, scandita da profonde lesene che la dividono in tre parti e che sorreggono un timpano triangolare.
Nella zona centrale trova posto l'unico ingresso sovrastato da timpano triangolare, un motivo di forma quadrata ed una finestra circolare. Le due zone laterali sono caratterizzate da monofore, sopra le quali sono collocati oculi circolari e motivi romboidali.
Il resto dell'edificio ha il paramento esterno rotto da motivi geometrici (riquadri, tondi, nicchie) incorniciati in cotto. La diversa consistenza del mattone sulla campata aggiunta è molto evidente per la forte colorazione rossastra.
All'incrocio dei bracci della croce si eleva il tiburio a dodici facce con la solita sequenza di motivi geometrici: una fila di finestre ellissoidali dà luce all'interno.
Il campanile non è interamente visibile poiché è circondato dalla sagrestia e dal convento e non è in asse con la chiesa: la parte visibile della canna presenta due riquadri con lesene angolari in mattone a vista che sostengono una trabeazione con fregi: il coronamento finale è composto dalla cella campanaria con bifore su ogni lato che sorregge la cuspide conica circondata da pinnacoli.
Dietro la chiesa sorge l'ex convento, edificio a due piani formato da due ali porticate con archi a tutto sesto.

### L'interno
Le pareti della navata non sono decorate e vi è appeso quanto rimane di una raccolta di ex voto, un tempo molto più ampia e trafugata in parte nel 1983.
Della decorazione cinquecentesca che copriva le cappelle laterali non rimangono che poche tracce: sappiamo che rappresentavano la Crocifissione a sinistra e la Trasfigurazione a destra ed erano state eseguite da Giovanni Battista Dordoni. Oggi vi sono altari marmorei che incorniciano due tele con le stesse intitolazioni degli apparati decorativi precedenti: la Crocifissione di Giovan Paolo Pesenti (1583) e una Trasfigurazione del XVI secolo.
Sull'altare maggiore è collocata la venerata statua della Madonna col Bambino, opera cinquecentesca, incoronata da monsignor Geremia Bonomelli nel 1866. Alle pareti due tele di Angelo Bacchetta del 1862, la Deposizione e la Risurrezione.

#### L'organo a canne
A ridosso della parete di sinistra della terza campata della navata, si trova la cantoria che ospita l'organo a canne Serassi opus 525, costruito nel 1836; modificato da Pacifico Inzoli nel 1904, è stato ricondotto alle caratteristiche originarie con i restauri di Tamburini del 1980 e di Pietro Corna del 2019.
Lo strumento è a trasmissione meccanica ed è dotato di 36 registri; esso è integralmente racchiuso entro una cassa lignea con prospetto costituito da tre cuspidi di canne di principale inserite all'interno di un'unica arcata affiancata da lesene ioniche. La consolle è a finestra e dispone di un'unica tastiera e pedaliera, con i registri azionati da manette a scorrimento laterale situate su due colonne alla destra del manuale.

## Galleria d'immagini

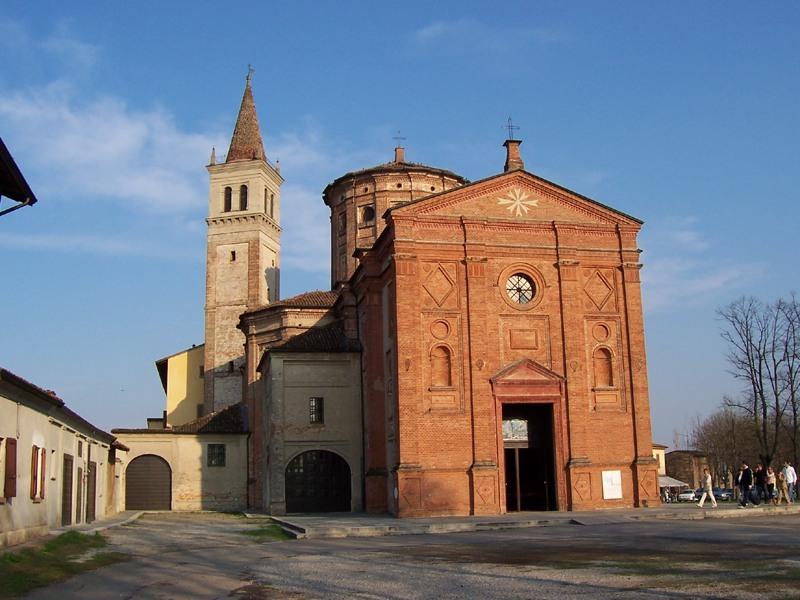
Veduta d'insieme del santuario
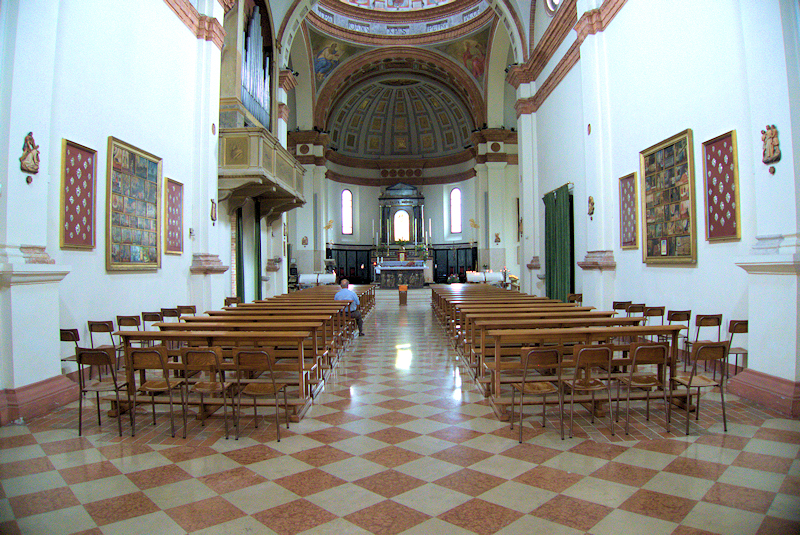
Interno
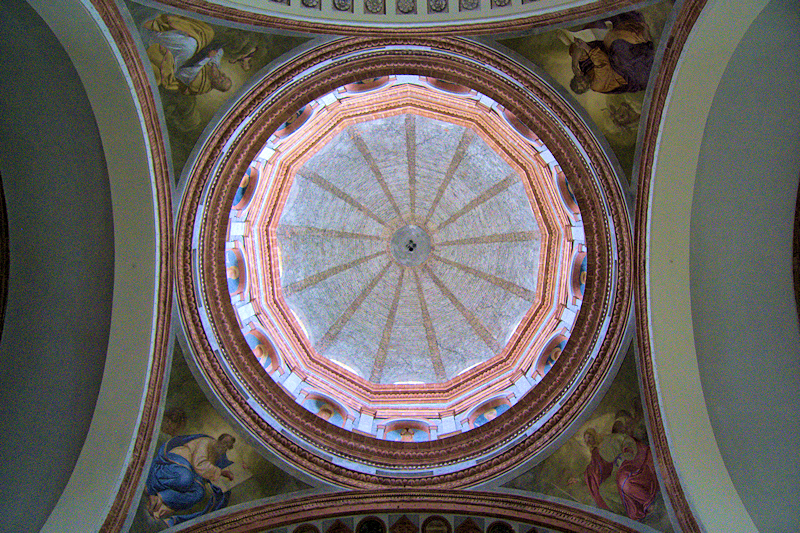
Il tamburo della cupola, con 13 lati
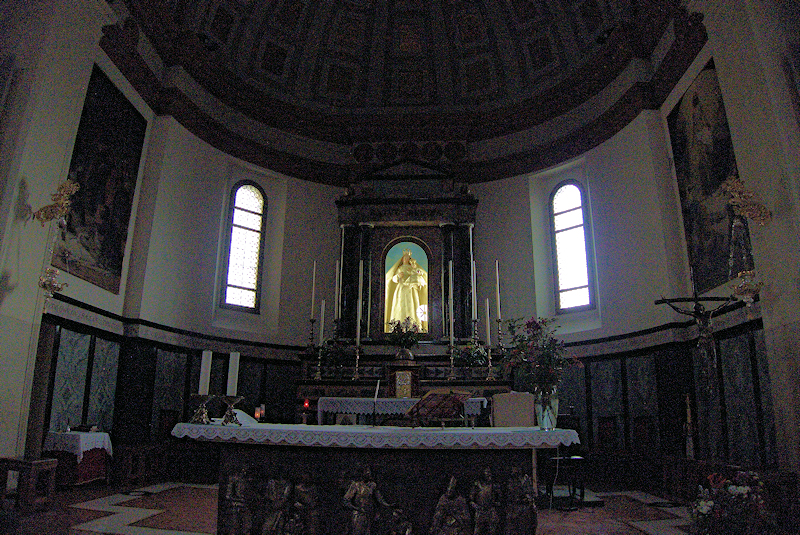
L'altare maggiore
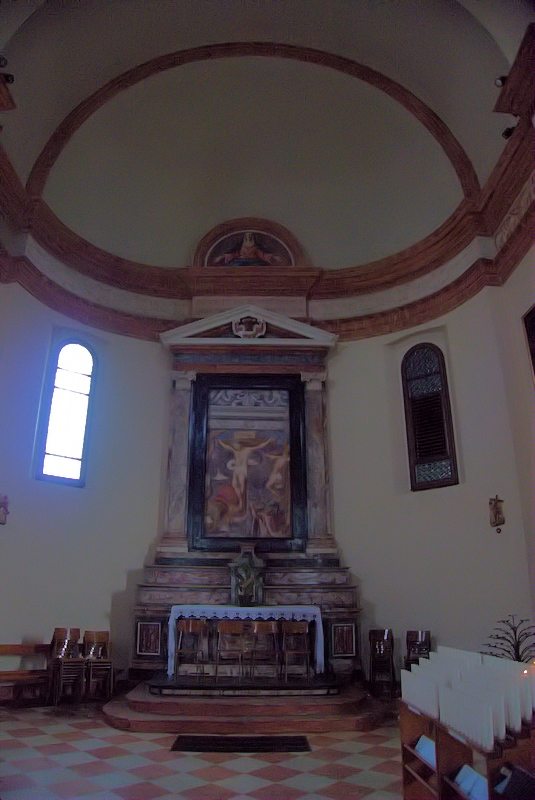
La cappella destra
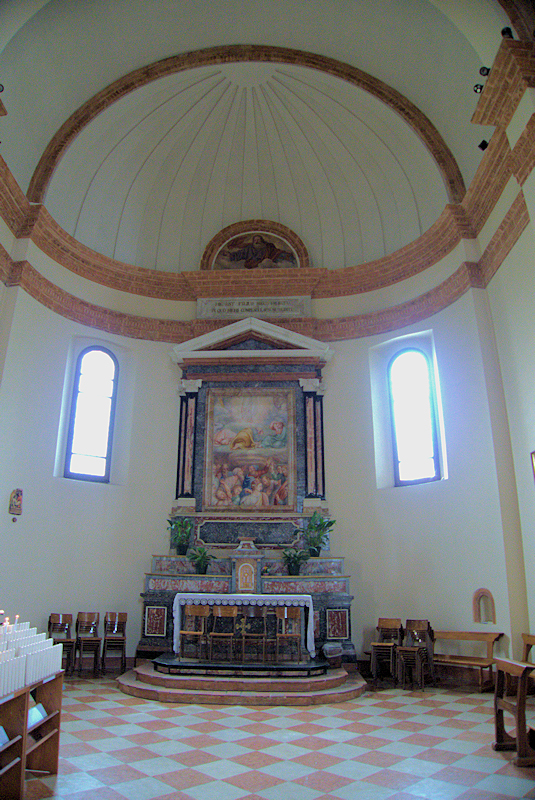
La cappella sinistra
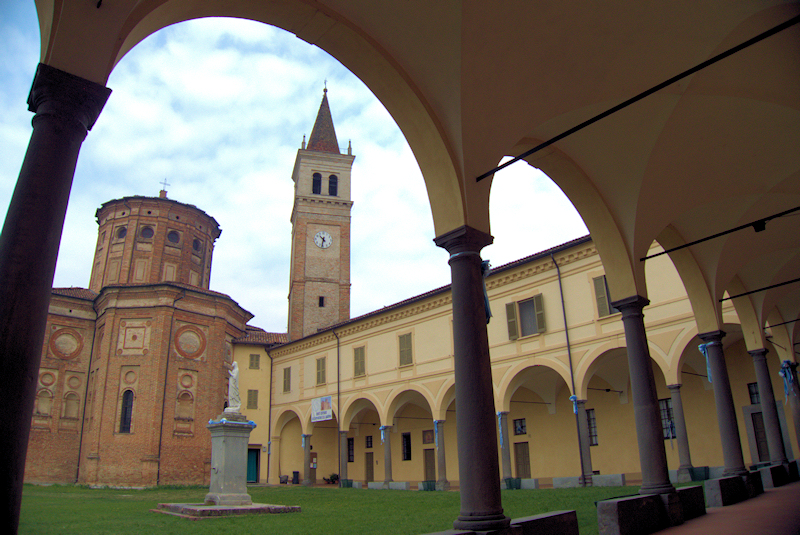
Il retro visto dai portici dell'ex convento
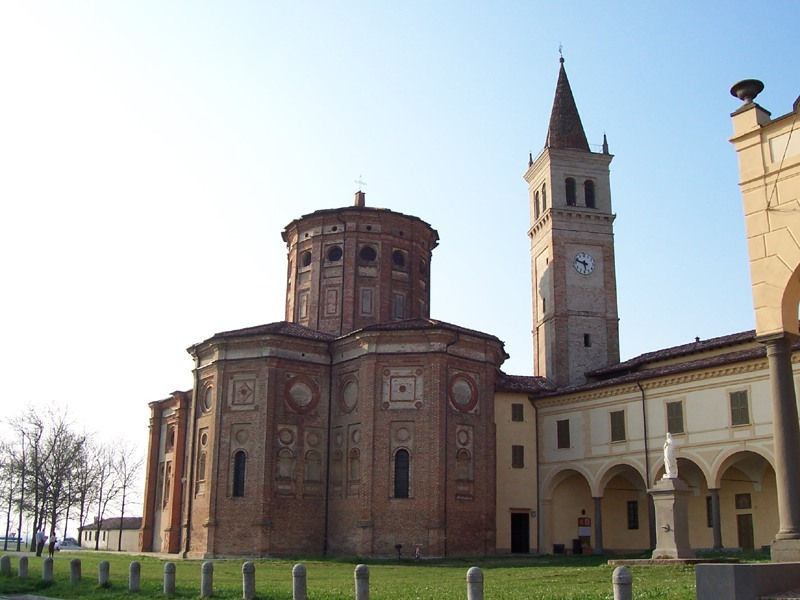
L'abside del santuario